# یاسودا ۹۲۳۰
سیارک ۹۲۳۰ (به انگلیسی: 9230 Yasuda، نامگذاری:1996YY2) نه هزار و دویست و سیمین سیارک کشف شده‌است که در ۲۹ دسامبر ۱۹۹۶ کشف شد.
قدر مطلق سیارک برابر ۲۹.۵ است.